# 龍肚
龍肚，是臺灣高雄市美濃區的一個傳統地域名稱，位於該區西北部。相較於今日行政區，其範圍大致包龍肚里、獅山里不含南部凸出部分、龍山里不含西北端凸出部分、廣林里西南部凸出部分的東半部。

## 歷史
台灣日治初期，龍肚地區為一街庄，稱為「龍肚庄」，隸屬於港西上里。該庄北與竹頭角庄為鄰，東與新威庄為鄰，東南邊隔荖濃溪與舊藔庄為界，西南邊為吉洋庄，西邊為中壇庄。
1901年（日治明治三十四年）11月，全台設置二十廳，該庄隸屬於蕃薯藔廳。1903年（明治三十六年）6月，該庄編入「龍肚區」，隸屬於蕃薯藔廳。1909年（明治四十二年）10月，合併二十廳為十二廳，龍肚區改隸屬於阿緱廳。1920年（大正九年），廢十二廳改設五州二廳，該庄改制為「龍肚」大字，隸屬於高雄州旗山郡美濃街。
戰後美濃街改制為美濃鎮，隸屬於高雄縣，大字亦改制為里。1950年高、屏分治，美濃鎮仍隸屬於高雄縣。2010年12月25日，因高雄縣市合併，美濃鎮改制高雄市美濃區。

## 聚落
本地區發展較早的聚落有龍肚、龍闕、河邊藔、橫山、竹仔門、上坑仔等，在日治期初期的官方地圖上已有記載。

## 交通
- 省道台28線
- 縣道181號

## 學校
- 龍肚國中
- 龍肚國小
- 龍山國小

## 廟宇
- 龍蘭窩威武祠